# Championnat du Malawi de football 2011-2012
Navigation
Saison précédente Saison suivante
La saison 2011-2012 du Championnat du Malawi de football est la vingt-sixième édition de la Super League, le championnat de première division malawite. Elle se déroule sous la forme d’une poule unique avec quinze formations, qui s’affrontent à deux reprises. En fin de saison, les trois derniers du classement sont relégués et remplacés par les trois meilleurs clubs de D2.
C'est le club de Silver Strikers, qui remporte le championnat cette saison après avoir terminé en tête du classement final, avec un seul point d'avance sur le tenant du titre, Super ESCOM et trois sur Mighty Wanderers. C'est le sixième titre de champion du Malawi de l'histoire du club.

## Les clubs participants
- FC Bullets
- Moyale Barracks FC
- CIVO United
- Silver Strikers
- Red Lions Zomba
- Tigers FC
- Mighty Wanderers[1]
- Blue Eagles FC
- Embangweni United - Promu de D2
- Blantyre United
- Super ESCOM
- EPAC United - Promu de D2
- Cobbe Barracks FC - Promu de D2
- MAFCO FC
- Zomba United

## Compétition

### Classement
| Rang | Équipe             | Pts | J  | G  | N  | P  | Bp | Bc | Diff |
| ---- | ------------------ | --- | -- | -- | -- | -- | -- | -- | ---- |
| 1    | Silver Strikers    | 48  | 28 | 14 | 6  | 8  | 60 | 28 | +32  |
| 2    | Super ESCOMT       | 47  | 28 | 14 | 5  | 9  | 38 | 26 | +12  |
| 3    | Mighty Wanderers   | 45  | 28 | 12 | 9  | 7  | 29 | 19 | +10  |
| 4    | CIVO United        | 44  | 28 | 13 | 5  | 10 | 36 | 28 | +8   |
| 5    | Moyale Barracks FC | 43  | 28 | 13 | 4  | 11 | 51 | 34 | +17  |
| 6    | EPAC UnitedP       | 43  | 28 | 13 | 4  | 11 | 41 | 32 | +9   |
| 7    | Blantyre United    | 42  | 28 | 11 | 9  | 8  | 40 | 33 | +7   |
| 8    | Blue Eagles FCC    | 42  | 28 | 12 | 6  | 10 | 30 | 32 | -2   |
| 9    | Red Lions Zomba    | 41  | 28 | 10 | 11 | 7  | 30 | 24 | +6   |
| 10   | Tigers FC          | 40  | 28 | 12 | 4  | 12 | 41 | 39 | +2   |
| 11   | FC Bullets         | 40  | 28 | 10 | 10 | 8  | 29 | 28 | +1   |
| 12   | MAFCO FC           | 39  | 28 | 10 | 9  | 9  | 20 | 31 | -11  |
| 13   | Cobbe Barracks FCP | 27  | 28 | 7  | 6  | 15 | 27 | 47 | -20  |
| 14   | Zomba United       | 22  | 28 | 6  | 4  | 18 | 21 | 51 | -30  |
| 15   | Embangweni UnitedP | 19  | 28 | 5  | 4  | 19 | 17 | 58 | -41  |

|  | Champion du Malawi 2011-2012                                                           |
|  | Relégation directe en deuxième division                                                |
|  | T : Tenant du titre C : Vainqueur de la Coupe du Malawi P : Promu de deuxième division |

## Bilan de la saison
| Championnat du Malawi de football 2011-2012 |                            |
| Champion                                    | Silver Strikers (6e titre) |
| Coupes et trophées                          |                            |
| Vainqueur de la Coupe du Malawi 2011-2012   | Blue Eagles FC             |
| Qualifications continentales                |                            |
| Ligue des champions de la CAF 2012          | Aucun                      |
| Coupe de la confédération 2012              | Aucun                      |
| Promotions et relégations                   |                            |
| Promus en Super League                      | Kamuzu Barracks FC         |
| Promus en Super League                      | Kabwafu United             |
| Promus en Super League                      | Bvumbwe Research FC        |
| Relégués en National League                 | Cobbe Barracks FC          |
| Relégués en National League                 | Zomba United               |
| Relégués en National League                 | Embangweni United          |